# Даллас — Форт-Верт
Даллас — Форт-Верт — Арлингтон, Техаська міська статистична агломерація (англ. Dallas–Fort Worth–Arlington, TX Metropolitan Statistical Area) — офіційна назва агломерації, що охоплює 12 округів в американському штаті Техас. Область розділена на два окремих міські відділи: Даллас-Плейно-Ірвінг та Форт-Верт-Арлингтон. Жителі області неофіційно називають його Даллас/Форт-Верт Метроплекс, DFW, або просто Метроплекс. Це економічний та культурний центр регіону, який зазвичай називається Північний Техас або Північно-Центральний Техас і є найбільшою міською агломерацією в Сполучених Штатах, що не має виходу до моря.
За офіційною оцінкою 2011 року населення метроплексу Даллас — Форт-Верт налічує 6 526 548 чоловік, що робить його найбільшим мегаполісом на півдні. За 12 місяців з липня 2008 до липня 2009, населення цієї агломерації збільшилося на 146 530 нових жителів, більше ніж будь-який інший мегаполіс в США. Населення регіону зросло близько на один мільйон з моменту перепису 2000 року. Даллас — Форт-Верт — Арлингтон є, за чисельністю населення, найбільшим мегаполісом в Техасі, найбільшим на Півдні США, четвертим за величиною в Сполучених Штатах, і десятим за величиною у частині світу Америка. Метроплекс за площею займає 24 100 км² загальної площі: з них 23 290 км² землі та 760 км² води, що робить його більшим за площею, ніж американські штати Род-Айленд та Коннектикут разом узяті. Він також має шостий за величиною валовий внутрішній продукт серед агломерацій в Сполучених Штатах, та приблизно десятий за величиною в світі.

## Походження назви
Згідно з рішенням комісії Північного Техасу (NTC), ця назва походить від комбінації термінів «метрополія» та «комплекс». Термін «Даллас/Форт-Верт Метроплекс» запровадили в 1972 як заміну раніше поширеній назві "Північний Техас", через яку виникала плутанина за межами штату.

## Округи, які охоплює Метроплекс

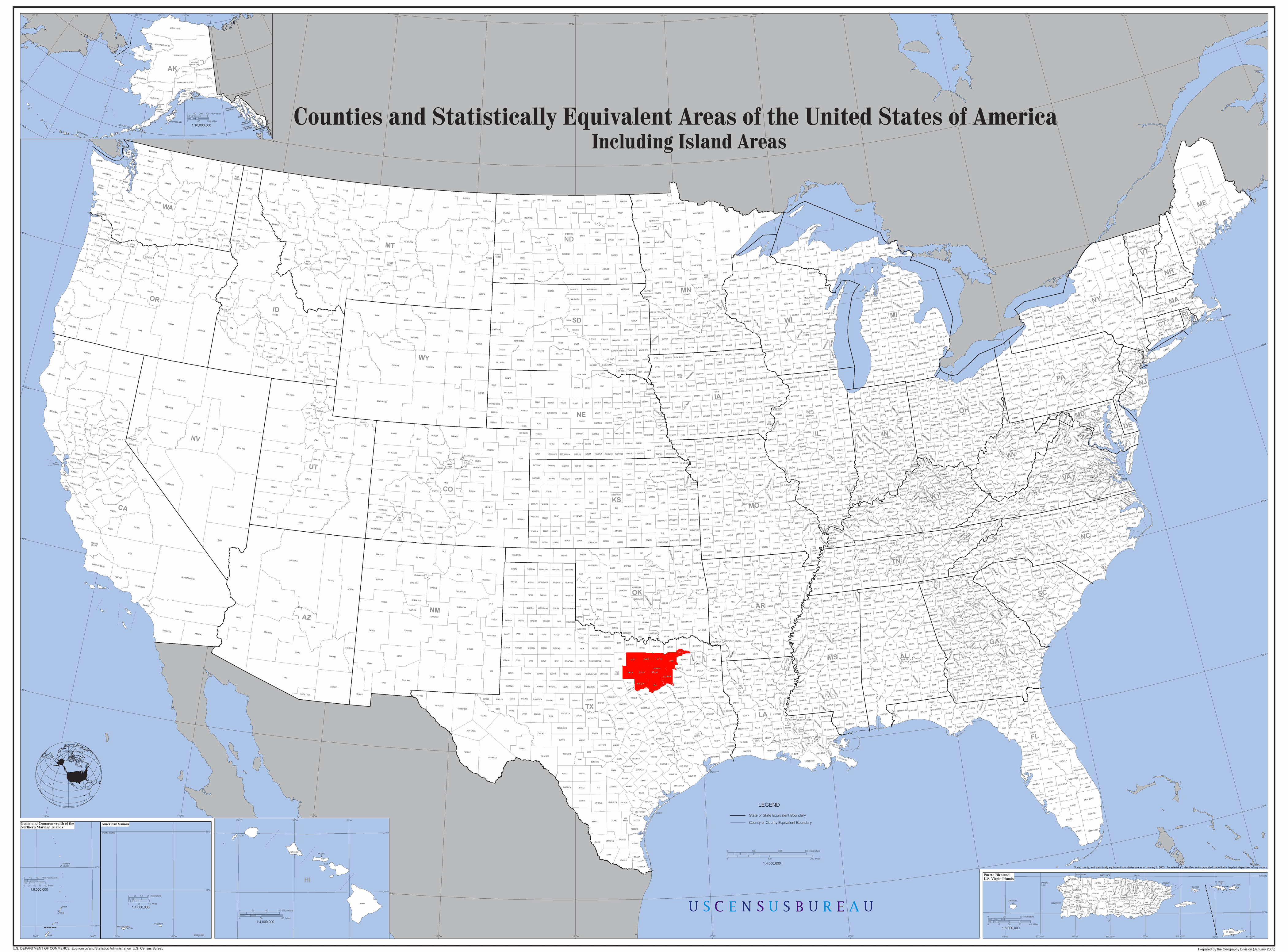
Метроплекс Даллас — Форт-Верт на мапі США

- Коллін
- Даллас
- Дельта
- Дентон
- Елліс
- Гант
- Джонсон
- Кофман
- Паркер
- Рокволл
- Таррант
- Вайз

## Міста, які охоплює Метроплекс

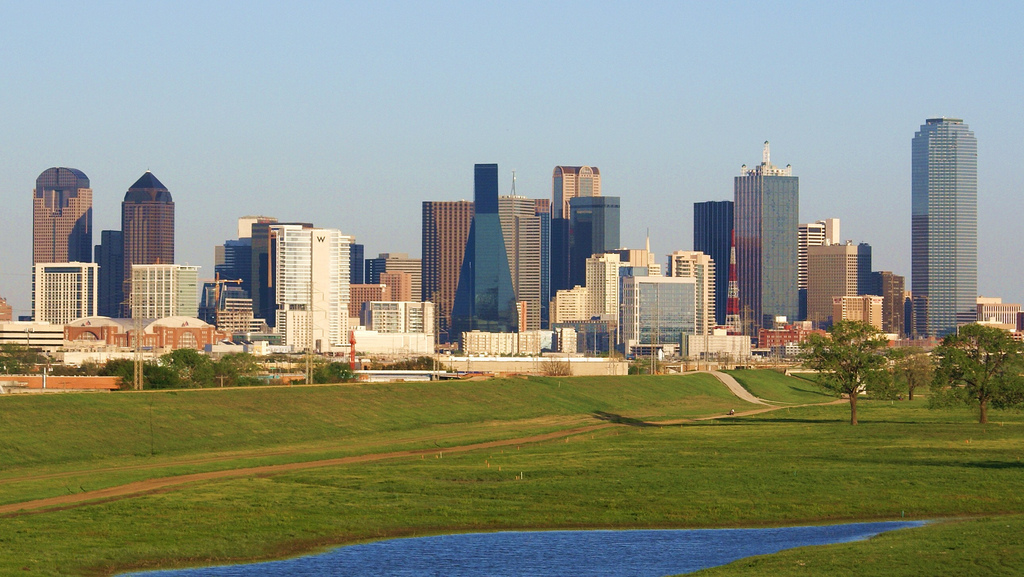
Центр Далласу, березень 2009. Даллас є 9-м за величиною містом в Сполучених Штатах.

Центр Форт-Верту, у червні 2010. Форт-Верт — 17-е за величиною місто в Сполучених Штатах.

### Місця з населенням понад 100,000 жителів

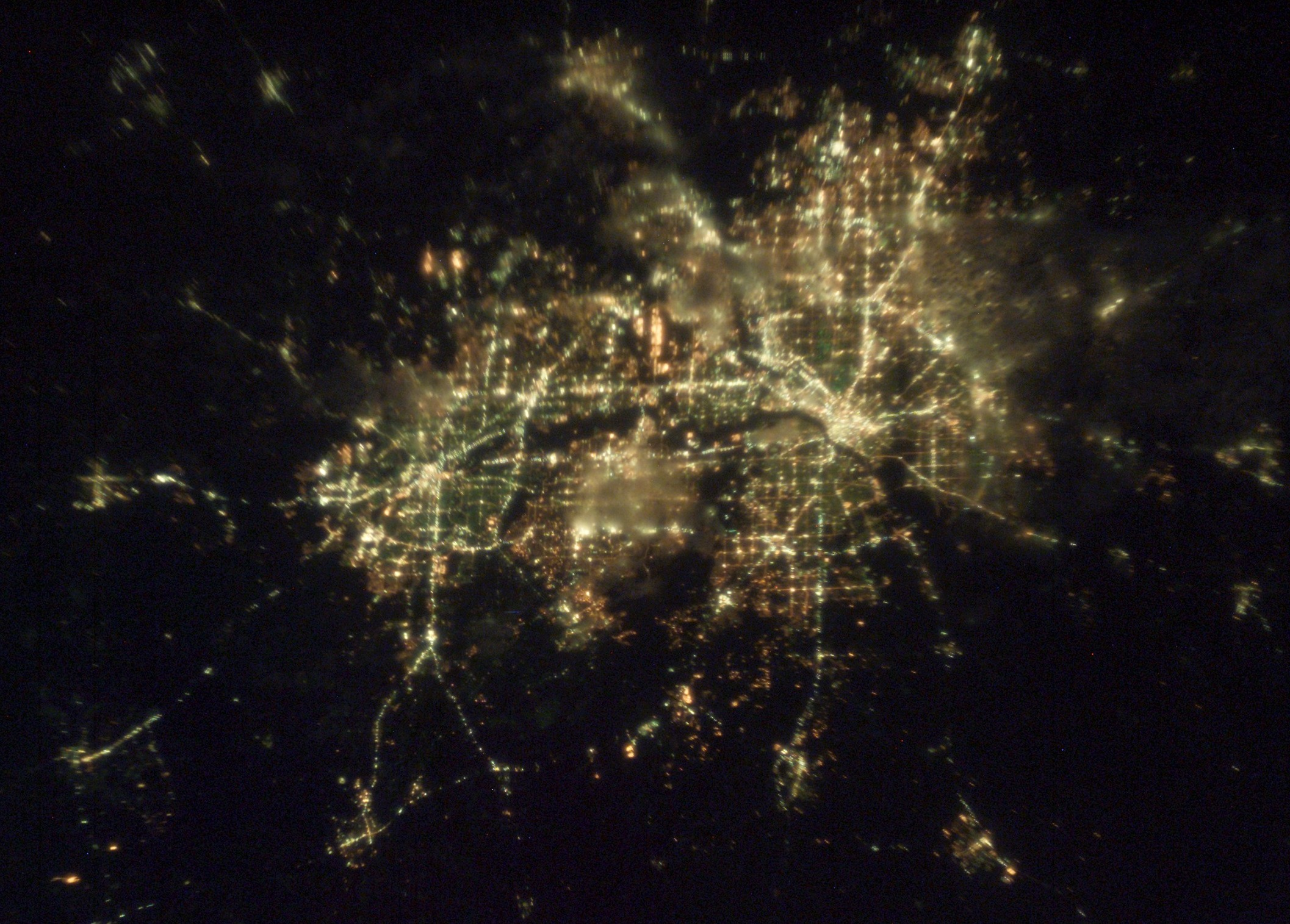
Агломерація Даллас — Форт-Верт вночі.

+1,000,000
- Даллас (1,207,420)

500,000 — 999,999
- Форт-Верт (757,810)

200,000 — 499,999
- Арлингтон (365,860)
- Плейно (261,900)
- Ґарланд(228,060)
- Ірвінг (218,850)

100,000 — 199,999
- Гранд-Прері(176,980)
- Месквіт(139,950)
- Мак-Кінні (136,180)
- Фриско(125,500)
- Керролтон (121,150)
- Дентон (115,810)
- Річардсон (100,450)

## Демографія
Згідно даних перепису населення 2000 року налічувалося 5 161 544 чоловік, 1 881 056 домогосподарств і 1 301 993 сімей, що проживали в агломерації.

### Расовий склад
- Білі — 69.3%
- Афроамериканці — 13.9%,
- Індіанці — 0.6%,
- Азіати — 3.8%,
- Уродженці тихоокеанських островів — 0.1%
- Люди інших рас — 10.0%
- 2.4% — двох або більше рас.

21.7% були іспаномовними або латиноамериканцями будь-якої раси.
Середній дохід на домашнє господарство становив $48 062, а середній дохід на сім'ю становив $55 263. Чоловіки мали середній дохід $39 581 порівняно з $27 446 для жінок. Дохід на душу населення становив $21 839.